# اریش ارلینگر
اریش ارلینگر (به آلمانی: Erich Ehrlinger) (زاده ۱۴ اکتبر ۱۹۱۰، مرگ ۳۱ ژوئیه ۲۰۰۴) یک ژنرال آلمانی در دوره رایش سوم و از ۲۸ اوت ۱۹۴۳ تا آوریل ۱۹۴۴ فرمانده گردان بی (B) نیروهای اقدام ویژه در کشورهای حوزه دریای بالتیک و بلاروس بود.